# Битва при Гвадалете
Би́тва при Гвадале́те (исп. Batalla de Guadalete, араб. معركة سهل البرباط‎), Сражение при Херес-де-ла-Фронтера — сражение между вестготами и арабо-берберским войском Омейядов. Произошло у реки Гуадалете близ города Херес-де-ла-Фронтера 19 июля 711 года. Окончилось полным разгромом армии вестготов и положило начало мусульманскому завоеванию Пиренейского полуострова.

## Предыстория
Предполагается, что в начале битвы погибли король Родерих и его ближайшие приближённые. Смертью военачальников отчасти можно объяснить неорганизованные действия армии вестготов. Наиболее важным фактором стало вялое сопротивление арабам (или даже его отсутствие) со стороны абсолютного большинства местного иберо-романского населения не только в ходе сражения, но и после него. Последнее можно было объяснить тем, что Римская Испания была завоёвана германцами-вестготами в V веке (411—467). Процессы консолидации небольшой группы германской военной аристократии, узурпировавшей власть в стране, и старинной римской знати, не говоря уже о многочисленном иберо-романском крестьянстве, не были до конца завершены. Более того, завоеватели говорили на другом языке, а также долгое время сохраняли запрет на межнациональные браки и, более того, исповедовали христианство арианского толка, непонятное коренному иберо-романскому населению. Давние римские предрассудки относительно варваров-германцев, негативные ассоциации, связанные с их нашествиями в прошлом, относительная жёсткость вестготов продолжали вызывать неприятие со стороны коренного населения.
Арабы и берберы (вместе с потомками северо-африканских вандалов), пришедшие с юга (с территории, некогда бывшей римской провинцией), воспринимались иберо-романским населением не как оккупанты, а скорее как освободители страны от германского ига (поэтому только небольшая часть воинов вестготов избежала гибели, укрывшись в крепости города Эсиха, однако, вскоре мусульмане осадили и взяли город).

## Описание битвы
Битва упоминается в Мосарабской хронике (754). Более полное её описание приводится арабским историком XVII века Ахмедом аль-Маккари:

На следующее утро, на рассвете, обе армии приготовились к битве; каждый военачальник построил свои кавалерию и пехоту, и как только был дан сигнал, армии сошлись с шумом, будто друг с другом столкнулись две горы. Король Родерик восседал на троне под навесом из разноцветного шёлка, укрывавшего его от солнечных лучей, окружённый воинами, закованными в сверкающую сталь с развевающимися флагами и многочисленными знамёнами и штандартами. Люди Тарика были снаряжены иначе: их груди были скрыты под кольчужными доспехами, на головах были надеты белые тюрбаны, за спинами висели арабские луки, за поясами торчали мечи, а их руки твёрдо сжимали длинные копья.
Говорят, что когда две армии шли навстречу друг другу и взор Родерика упал на людей в первых рядах, его охватил ужас и послышался восклик: «Во имя мессии! Это те самые люди, которых я видел нарисованными в свитке, найденном в толедской усадьбе», и с этого момента страх вошёл в его сердце; а когда Тарик заметил Родерика, он сказал своим сторонникам: «Это король христиан» и бросился в атаку со своими людьми. Воины, окружавшие Родерика, были рассеяны; видя это, Тарик прорвался через ряды врагов, пока не достиг короля и не ранил его мечом в голову, и не убил его прямо на троне; когда люди Родерика увидели, что их король пал и его телохранители рассеяны, отступление стало всеобщим и победа осталась за мусульманами.

Поражение христиан было полным, вместо того, чтобы собраться в одном месте, они бежали в разные стороны, а паника передалась их соотечественникам, города открыли ворота и замки, сдались без сопротивления— Ахмед ибн Мохаммед аль-Маккари. «История мусульманских династий в Испании»

## Последствия
В 712 году Тарик ибн Зияд вновь высадился на южном побережье Пиренейского полуострова с армией численностью около 18 тысяч человек и в течение последующих пяти лет арабы захватили бо́льшую часть Пиренейского полуострова, положив начало мусульманской Испании (Аль-Андалус). Лишь древнейшие жители самой северной, горной части страны — баски, а также романизированные астуры — не покорились и продолжили борьбу. 
Битва при Гвадалете положила начало длительному господству мусульман на Пиренейском полуострове. Завоёванные территории включил в свой состав Омейядский халифат с центром в Дамаске. По мере исламизации региона, особенно его юго-восточной части, и роста центробежных тенденций в арабском государстве, здесь образовался независимый Кордовский эмират с центром в Кордове, впоследствии распавшийся на ряд мелких мусульманских эмиратов тайфа. Мусульманское господство оставило значительные следы в жизни, быте, культуре и языке романских народов Пиренейского полуострова.

## Через пять веков
В ходе Реконкисты в 1231 году на берегах Гвадалете произошло ещё одно сражение между кастильским войском под командованием инфанта Альфонса, дона Альваро Переса де Кастро и дона Хиля Манрике с полками эмира Мурсии Ибн Худа. Мусульманская армия потерпела полное поражение, что привело к усилению кастильского короля Фернандо III и завоеванию им впоследствии Мурсии и северной Андалусии с Севильей.